# Eparchia żytomierska
Eparchia żytomierska – jedna z eparchii Ukraińskiego Kościoła Prawosławnego Patriarchatu Moskiewskiego. Jej stolicą jest miasto Żytomierz. Jej obecnym ordynariuszem jest metropolita Nikodem (Horenko), zaś funkcje katedry pełni sobór Przemienienia Pańskiego w Żytomierzu.

## Historia

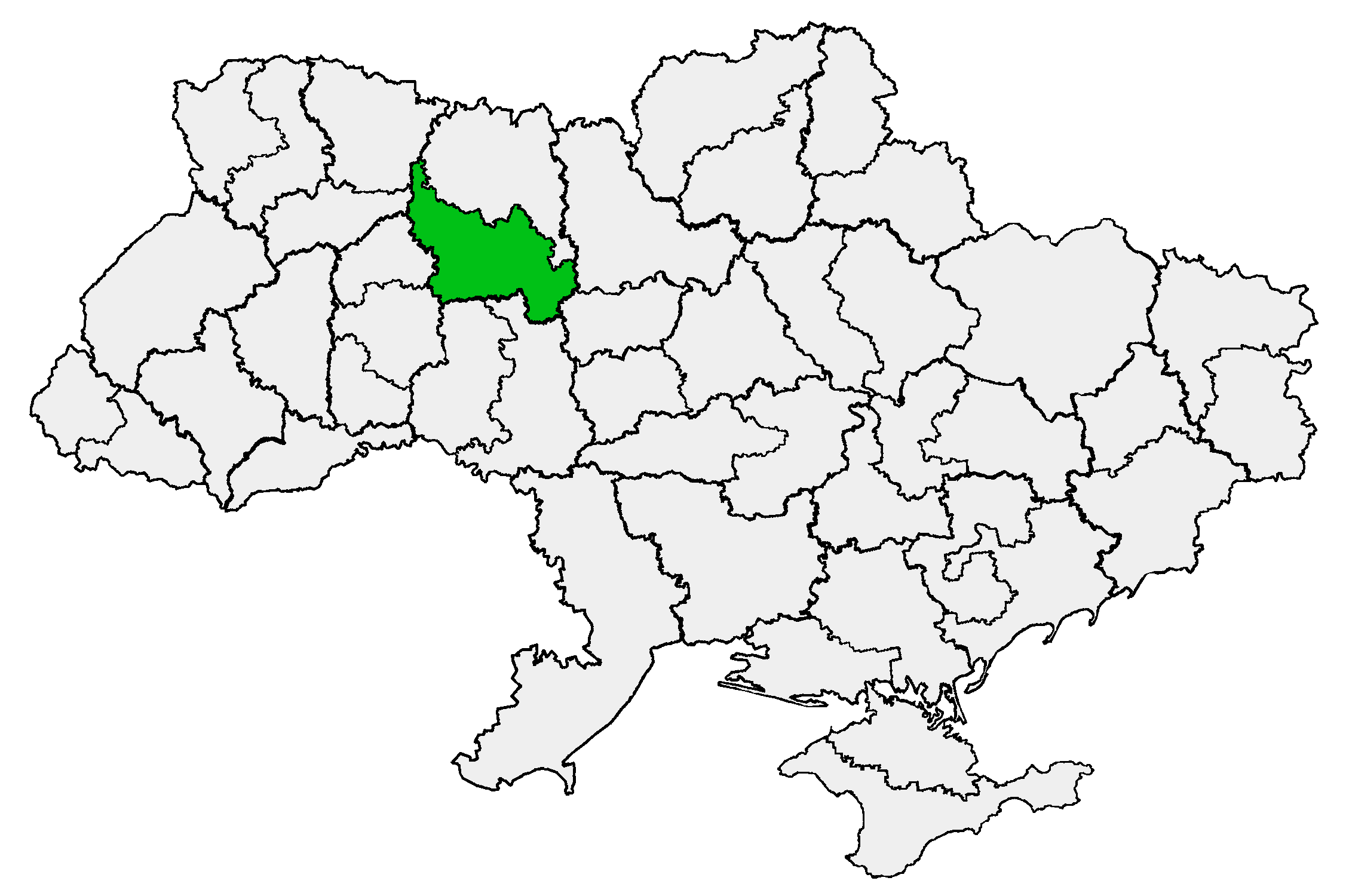
Eparchia żytomierska na tle podziału administracyjnego UKP PM

Od 1799 do 1944 obszar dzisiejszej eparchii żytomierskiej był częścią eparchii wołyńskiej. W 1944 dokonano podziału tejże eparchii, wyodrębniając m.in. eparchię żytomierską i owrucką. W momencie powstania liczyła ona 221 parafii. W ciągu kolejnych dwóch dekad władze radzieckie dokonały masowych likwidacji prawosławnych placówek duszpasterskich; w 1988 funkcjonowały jedynie 142 parafie. Odrodzenie działalności eparchii nastąpiło dopiero po 1989. Arcybiskupem żytomierskim był wówczas Hiob (Tywoniuk).
22 czerwca 1993 z terytorium eparchii żytomierskiej i owruckiej wyodrębniona została samodzielna eparchia owrucka. Pozostała część administratury otrzymała nazwę eparchii żytomierskiej, zaś jej zwierzchnicy mieli nosić tytuł biskupów żytomierskich i nowogrodzko-wołyńskich. Pierwszym biskupem eparchii w nowych granicach został Guriasz (Kuźmenko), który sprawował urząd do 2011, gdy zastąpił go Nikodem (Horenko) (od 2014 arcybiskup, a od 2017 metropolita).

## Biskupi żytomierscy
- Warłaam (Szyszacki) (1795–1799)
- Damaskin (Maluta) (1940–1941)
- Bazyli (Ratmirow) (1941)
- Leoncjusz (Filippowicz) (1941–1943)
- Antoni (Krotewycz) 1944 – 1946
- Aleksander (Winogradow) (1947–1949)
- Sergiusz (Łarin) (1949–1950)
- Nifont (Sapożkow) (1950–1951)
- Włodzimierz (Kobiec) (1951–1956)
- Benedykt (Polakow) (1956–1958)
- Eumeniusz (Chorolski) (1958–1967)
- Palladiusz (Kaminski) (1968–1977)
- Jan (Bodnarczuk) (1977–1989)
- Hiob (Tywoniuk) (1989–1996)
- Guriasz (Kuźmenko) (1996–2011)
- Nikodem (Horenko) (od 2011)

## Dekanaty
W skład eparchii wchodzi 15 dekanatów:
- andruszowski;
- baranowski;
- berdyczowski;
- cudnowski;
- czerniachiwski;
- czerwonoarmijski;
- korostyszowski;
- lubarski;
- nowogrodzki – Przemienienia Pańskiego;
- nowogrodzki – Świętej Trójcy;
- popilniański;
- romaniwski;
- różyński;
- żytomierski miejski;
- żytomierski rejonowy.

## Monastery
Na terenie eparchii działają następujące klasztory:
- monaster Przemienienia Pańskiego w Tryhorach, męski
- monaster Narodzenia Pańskiego w Czerwonem, żeński

W granicach eparchii znajdują się ponadto stauropigialne monastery: św. Jerzego w Horodnicy oraz św. Anastazji Rzymianki w Żytomierzu.